# Džebel Akhdar, Libija
Džebel Akhdar je močno gozdnato, rodovitno gorsko območje v severovzhodni Libiji. Leži v sodobnih šabijah ali okrožjih Derna, Džabal al Akhdar in Mardž.

## Geografija
Džebel Akhdar sestavlja gorata planota, ki se dviga do nadmorske višine 900 metrov, razkosana z več dolinami in vadiji. Tvori severozahodni del polotoka, ki se na severu drži Sredozemskega morja, z zalivom Sirta na zahodu in Levantsko kotlino na vzhodu. Poteka od Bengazija proti vzhodu do vzhodno od Derne, pred obalo je približno 330 kilometrov. Zaradi erozije in usedanja je planota včasih celo 16 kilometrov od obale, vendar tvori klife na rtih. Dokončno dviganje in gubanje planote je bilo dokončano v miocenu.
Regija je eno redkih gozdnatih območij Libije, ki je kot celota ena najmanj gozdnatih držav na Zemlji. Džebel Akhdar je najbolj namočen del Libije, saj prejme okoli 600 milimetrov padavin letno.] Velika količina padavin prispeva k velikim gozdovom na tem območju, ki vsebujejo Chammari (Navadna jagodičnica) in omogoča bogato pridelavo sadja, krompirja in žitaric, kar je redkost v sušni državi, kot je Libija. Kamele, koze in ovce pasejo v in okoli Džebel Akhdarja, pastirji pa so po navadi nomadski.

### Rastlinstvo
V izrazitem nasprotju s suhostjo, ki prevladuje v večini Libije, so v tej regiji gozdnata območja s skupno površino okoli 3200 km2, čeprav je bila približno tretjina prvotnega gozda že uničena, da bi naredili prostor za kmetijstvo. Poleg gozdov so tu tudi velika območja makije in stepskega rastlinja. Značilne vrste makije so brin Juniperus phoenicea, mastika (Pistacia lentiscus), črnika (Quercus coccifera) in rožičevec (Ceratonia siliqua). V treh stepskih območjih prevladujejo razvejani Asphodelus ramosus, Sarcopoterium spinosum in beli pelin (Artemisia herba-alba).
Več kot polovico endemičnih rastlinskih vrst v Libiji je mogoče najti v Džebel Akhdarju, od tega jih je sedem samo v regiji: Arbutus pavarii, Arum cyrenaicum, Južna marjetica (Bellis sylvestris var. Cyrenaica), Cynara cyrenaica, Onopordum cyrenaicum in Romulea cyrenaica.

## Zgodovina
Dokumenti ustvarjeni v času Novega egipčanskega kraljestva kažejo, da je bilo na zahodu veliko prebivalcev kovinskih delavcev, ki so živeli v mestih in imeli veliko živine. Edina verjetna lokacija teh 'Libijcev' je Džebel Akhdar.
Starogrška kolonija Kirena je bila v bujni dolini v Džebel Akhdarju, kjer so ostale ruševine. Grki so bili tisti, ki so uvedli kmetovanje v Džebal Akhdar, ko so okoli leta 600 pr. n. št. kolonizirali njegove zelene doline.
Med italijansko okupacijo so bile te gore prepoznane kot obetavno območje za kmetijstvo in številni Italijani so se sem preselili v 1930-ih. Ta naselbina je bila med drugo svetovno vojno prekinjena, vasi in kmetije pa so bile zapuščene in so jih pozneje ponovno zasedli Libijci. Gorska veriga je bila prizorišče velikih bitk med britanskim Commonwealthom in silami osi med drugo svetovno vojno.
Libijski voditelj Omar al-Mukhtar je uporabil to gozdnato gorsko regijo, da se je več kot dvajset let upiral italijanski kolonizaciji Libije.

## Galerija

### Pokrajina
- Območje v bližini središča Džebel Akhdar (obrobje mesta Bajda))
- Vzhodni konec Džebel Akhdarja (blizu Derne))
- Mardž, območje pečin
- Pečine Al Bakour
- Al Bakour na zahodnem koncu Džebel Akhdarja, blizu Taucheire
- Primer hude erozije tal, ki je lahko posledica krčenja gozdov v Džebel Akhdarju (blizu mostu Vadi el Kuf)

### Rastlinstvo
- Quercus coccifera - črnika (Fagaceae)
- Viburnum tinus - nepravi lovor (Adoxaceae)
- Myrtus communis - navadna mirta (Myrtaceae)
- Ceratonia siliqua - rožičevec (Fabaceae)
- Retama raetam (Fabaceae)
- Pistacia lentiscus - mastika (Anacardiaceae)
- Lycium shawii (Solanaceae)
- Rhamnus lycioides (Rhamnaceae)
- Juniperus phoenicea (Cupressaceae)
- Artemisia herba-alba (Asteraceae)
- Cichorium spinosum - cikorija (Asteraceae)
- Limoniastrum monopetalum (Plumbaginaceae)
- Sarcopoterium spinosum (Rosaceae)
- Crucianella maritima (Rubiaceae)
- Suaeda vermiculata (Amaranthaceae)
- Marrubium vulgare - meta (Lamiaceae)
- Cyclamen rohlfsianum (Myrsinaceae); endemit
- Asphodelus ramosus (Asphodelaceae)
- Obmorski pankracij (Pancratium maritimum) (Amaryllidaceae)

### Živalstvo
- Progasta hijena (Hyaena hyaena)
- navadna lisica (Vulpes vulpes)
- navadna ženeta (Genetta genetta)
- mungo (Herpestes ichneumon)
- jež Atelerix algirus
- rovka Petrosaltator rozeti